# Distrito de La Libertad
El distrito de La Libertad es uno de los doce distritos de la provincia de Huaraz, ubicado en el departamento de Ancash, en el Perú. Limita por el norte con el distrito de Pira; por el este con el distrito de Huaraz; por el sur con la provincia de Aija; y por el oeste con el distrito de Huanchay, el distrito de Pampas Grande y el distrito de Colcabamba.

## Historia
El distrito fue creado el 11 de noviembre de 1907 mediante Ley n. º 628, en el gobierno del Presidente José Pardo y Barreda.

## Geografía
Ubicada en la vertiente occidental de la Cordillera de los Andes, a 3314 metros de altitud, se la denomina Perla de las Vertientes como sinónimo de su singular belleza natural, no obstante ocupar una pendiente agreste en las laderas del cerro Huanlloc, en las bases de una de las antiguas poblaciones prechavin que se establecieron en la región.

## Historia
Antes de la llegada de los colonizadores españoles, esta región tuvo influencia de las culturas preincaicas de Sechín (Casma), Recuay (Recuay y Carhuas del Callejón de Huaylas) y sobre todo, de la cultura Chavín y después al Tahuantinsuyo. Dichas culturas influyeron mucho en sus manifestaciones religiosas, artísticas, arquitectónicas como monolitos, huacos (cerámica), viviendas, castillos y fortalezas que hasta hoy se conservan. Entre muchos sitios arqueológicos de ese carácter, Mariacochan, en la parte alta del pueblo, en una meseta, se destaca porque se dice que fue un pueblo que ahora está sumergido en una laguna subterránea, que guarda muchos tesoros y reliquias secretos, que cuando se camina sobre esa pampa, se escucha un sonido misterioso, sordo y profundo como de un encantamiento en su interior.

## Centros poblados
El distrito cuenta con una población total de 1280 habitantes con 505 viviendas repartidos en 92 centros poblados.
Su capital la villa de Cajamarquilla ubicada a 3350 m s. n. m. cuenta con una población de 340 habitantes en 177 viviendas.
| Centro poblado | Tipo    | Altitud m s. n. m. | Habitantes | Viviendas |
| -------------- | ------- | ------------------ | ---------- | --------- |
| Chulloc        | Caserío | 3563               | 117        | 24        |
| Shipash Huain  | Caserío | 3786               | 88         | 28        |
| Acllahuain     | Caserío | 4012               | 69         | 13        |
| Huellap        | Otros   | 3318               | 60         | 25        |

## Atractivos turísticos
La Libertad es un distrito rodeado de bellezas naturales como las lagunas escalonadas de Punan, los inmensos bosques  de las Puyas de Raimondi, etc.

## Autoridades

### Municipales
- 2019 - 2022[5]
  - Alcalde: Gilberto Willian Picón Jamanca, del Movimiento Independiente Regional Hora Cero.
  - Regidores:

  1. Inocente Alex Guillén Pineda (Movimiento Independiente Regional Hora Cero)
  2. Jesús Mabilon Inti León (Movimiento Independiente Regional Hora Cero)
  3. Hernán Patiño Huane García (Movimiento Independiente Regional Hora Cero)
  4. Vilma Marlene Vargas Giraldo (Movimiento Independiente Regional Hora Cero)
  5. Julio Félix Huane León (Movimiento Regional El Maicito)

Alcaldes anteriores
- 2015-2018: Beatriz Esther Oncoy Visitación, del Movimiento Independiente Renovación Ancashina.
- 2013-2014:[6] Beatriz Esther Oncoy Visitación, del Movimiento Independiente Renovación Ancashina .
- 2011-2012: Pelayo John Loli Osorio (†)

## Festividades
- Semana Santa
- Señor de la Soledad
- 8 de septiembre, Virgen de Natividad, patrona del distrito
- 3 de noviembre, San Martín de Porres, patrón del caserío de Chulloc